# پیدازیستی
| زمان‌بندی زمین‌شناسی    |                          |                         |                         |
| پیدازیوی (فانروزوئیک) | نوزیوی (سنوزوئیک)        | کواترنری                |                         |
| پیدازیوی (فانروزوئیک) | نوزیوی (سنوزوئیک)        | نئوژن                   |                         |
| پیدازیوی (فانروزوئیک) | نوزیوی (سنوزوئیک)        | پالئوژن                 |                         |
| پیدازیوی (فانروزوئیک) | میانه‌زیوی (مزوزوئیک)     | کرتاسه                  |                         |
| پیدازیوی (فانروزوئیک) | میانه‌زیوی (مزوزوئیک)     | ژوراسیک                 |                         |
| پیدازیوی (فانروزوئیک) | میانه‌زیوی (مزوزوئیک)     | تریاس                   |                         |
| پیدازیوی (فانروزوئیک) | دیرینه‌ زیوی (پالئوزوئیک) | پرمین                   |                         |
| پیدازیوی (فانروزوئیک) | دیرینه‌ زیوی (پالئوزوئیک) | کربونیفر                |                         |
| پیدازیوی (فانروزوئیک) | دیرینه‌ زیوی (پالئوزوئیک) | دوونین                  |                         |
| پیدازیوی (فانروزوئیک) | دیرینه‌ زیوی (پالئوزوئیک) | سیلورین                 |                         |
| پیدازیوی (فانروزوئیک) | دیرینه‌ زیوی (پالئوزوئیک) | اردویسین                |                         |
| پیدازیوی (فانروزوئیک) | دیرینه‌ زیوی (پالئوزوئیک) | کامبرین                 |                         |
| نهان‌زیوی (پرکامبرین)  | پیشین‌زیوی (پروتروزوئیک)  | پیشین‌زیوی (پروتروزوئیک) | پیشین‌زیوی (پروتروزوئیک) |
| نهان‌زیوی (پرکامبرین)  | نخست‌زیوی (آرکئن)         |                         |                         |
| نهان‌زیوی (پرکامبرین)  | پیشازیوی (هادئن)         |                         |                         |

پیدازیستی یا فانروزوئیک (Phanerozoic) یک اَبَردوران (ائون) زمین‌شناسی است.
واژه فانروزوئیک از واژه یونانی «فانروس» مشتق شده که به معنی پیدا و هویدا است. پس از گسترش سریع و فراوان زیست در دوره کامبرین که مرحله اول ابردوران پیدازیستی است، تنوع زیستی زمین افزایش چشمگیری یافت و به این خاطر در سنگواره‌های ابردوران پیدازیستی، سنگواره‌های جانوران بیشتر و پیشرفته‌تری دیده می‌شود. نام پیدازیستی در اصل، در زمانی ابداع شد و به‌کار رفت که هنوز سنگواره‌های قدیمی‌تر از کامبرین یافته نشده بود.
در ابردوران پیدازیستی که از حدود ۵۴۱ میلیون سال پیش تاکنون به‌درازا کشیده زیست جانوری انبوه و فراوان بوده است. در پیدازیستی چندین شاخه از جانوران به‌سرعت، پدیدار شدند، ماهی‌ها تکامل پیدا کردند، حشرات و چهاراندامان پدید آمدند و گیاهان پیشرفته‌تری به منصه ظهور رسیدند. در ابردوران پیدازیستی بود که نیروهای زمین‌ساختی با فشار خود، باعث درهم‌فشرده شدن قاره‌های جهان در یک ابرقاره به نام پانجه‌آ شدند و این ابرقاره سپس تکه‌تکه شده و قاره‌های امروزی را به‌وجود آورد.
بیشتر زمین‌شناسان و دیرین‌شناسان مرز دو ابردوران پیشین‌زیستی و پیدازیستی را زمانی می‌دانند که نخستین سه‌بندی‌ها (تریلوبیت‌ها) و جانوران آبسنگ‌ساز هم‌چون کهن‌جامان Archaeocyatha و مرجان‌های دریایی پدیدار شدند.
پیدازیستی، جدیدترین و کنونی‌ترین اَبَردوران از چهار ابردوران زمین‌شناسی در مقیاس زمانی زمین‌شناسی زمین است که از ۵۳۸٫۸ میلیون سال پیش تا امروز را در بر می‌گیرد. این ابردوران زمانی است که در آن حیات جانوری و گیاهی به‌طور گسترده رشد جمعیت داشته، واگرایش فرگشتی پیدا کرده و در کنام‌های مختلف سطح زمین کلنی‌سازی کرده است. این ابردوران از دوره کامبرین آغاز می‌شود، زمانی که جانوران برای نخستین بار پوسته‌های سختی را توسعه دادند که می‌توانند به‌وضوح در سنگواره‌ها‌ حفظ شوند. بازه زمانی پیش از پیدازیستی بر روی کره زمین که به‌طور کلی بزرگ‌ابردوران نهان‌زیستی (کریپتوزوئیک) یا پرکامبرین (پیش از کامبرین) نامیده می‌شود، اکنون به ابردوران‌های پیشازیستی، نخست‌زیستی و پیشین‌زیستی تقسیم شده است.
بازهٔ زمانی پیدازیستی با ظهور ناگهانی شواهد انفجار کامبرین از تعدادی شاخه جانوری آغاز می‌شود؛ فرگشت این شاخه‌ها به اشکال گوناگون نظیر گیاهان، ماهی‌ها‌، بندپایان و نرم‌تنان؛ همچنین فرگشت حشرات، گیره‌داران، هزارپایان و فرگشت چهاراندامان را در بر می‌گیرد. در این ابردوره، گیاگان امروزی که عمده آن‌ها در زمره گیاهان آوندی هستند، توسعه یافته است. در این بازه زمانی، نیروهای زمین‌ساخت صفحه‌ای که قاره‌ها را جابه‌جا می‌کنند، آن‌ها را در یک خشکی واحد به نام پانگه‌آ (آخرین ابرقاره) گرد هم آوردند، که سپس به خشکی‌های قاره‌ای کنونی تقسیم شد.

## تقسیم‌بندی

گسستگی ابرقاره پانگه‌آ که در ابردوران پیدازیستی رخ داده است.

پیدازیستی دربرگیرنده دوران‌ها و دوره‌های زیر است:
- دیرینه‌زیستی (پالئوزوئیک) (۵۴۱–۲۵۲ میلیون سال): کامبرین، اردویسین، سیلورین، دوونین، کربونیفر و پرمین.
- میانه‌زیستی (مزوزوئیک) (۲۵۲–۶۶ میلیون سال): تریاس، ژوراسیک و کرتاسه
- نوزیستی (سنوزوئیک) (۶۶ میلیون سال پیش - تا کنون): پالئوژن، نئوژن و کواترنری.

زمان درازی که از شکل‌گیری زمین تا پیدازیستی ادامه داشته به نام بزرگ‌اَبَردوران پرکامبرین (نهان‌زیستی) معروف است. این بزرگ‌ابردوران خود به سه ابردوران تقسیم شده است و آن ابردورانی که پیش از پیدازیستی بوده، پیشین‌زیستی (پروتروزوئیک) نام دارد.

## ریشه‌شناسی
اصطلاح «پیدازیستی» در سال ۱۹۳۰ توسط زمین‌شناس آمریکایی جرج هالکات چادویک (۱۸۷۶–۱۹۵۳) ابداع شد. این واژه از کلمات یونانی باستان φανερός (phanerós) به معنای «قابل مشاهده» و ζωή (zōḗ) به معنای «زندگی» گرفته شده است. دلیل این نام‌گذاری این بود که در گذشته تصور می‌شد که حیات در دوره کامبرین، که نخستین دوره در مقیاس زمانی زمین‌شناسی این دوران است، آغاز شده است، زیرا در آن زمان هیچ فسیل‌ی از دوره پرکامبرین در دسترس نبود.
با این حال، پس از کشف ردفسیل‌هایی از حیات پیچیده در حال رشد از دوره ادیاکاران (معروف به "انفجار آوالون") که متعلق به دوران پیشین‌زیستی است، اجماع علمی امروزی بر این است که جانداران چندسلولی، شامل تخت‌زیوه‌تباران و اسفنج‌های دریایی ابتدایی مانند اوتاویا، حداقل از دوره تونین وجود داشته‌اند. همچنین، اولین شواهد حیات به شکل تشکیلات میکروبی پروکاریوتی ساده، در بستر دریا در دوران نخست‌زیستی آغاز شده است.

## مرز پیشین‌زیستی–پیدازیستی
مرز میان دوران پیشین‌زیستی و پیدازیستی در ۵۳۸٫۸ میلیون سال پیش تعیین شده است. در قرن نوزدهم، این مرز بر اساس زمان ظهور نخستین فسیل‌های جانوران فراسلولی (جانوران) در نظر گرفته شده بود. اما از دهه ۱۹۵۰، مطالعات سیستماتیک منجر به شناسایی ردفسیل‌های چند صد گروه (آرایه) از جانوران نرم‌تن پیچیده در دوره ادیاکاران از دوران پیشین‌زیستی شد که به انفجار آوالون معروف است.
گذار از زیست‌بوم نسبتاً ثابت و بی‌تحرک پرکامبرین به زیست‌بوم متحرک و فعال کامبرین در اوایل دوران پیدازیستی رخ داده است.

## دوران‌های پیدازیستی

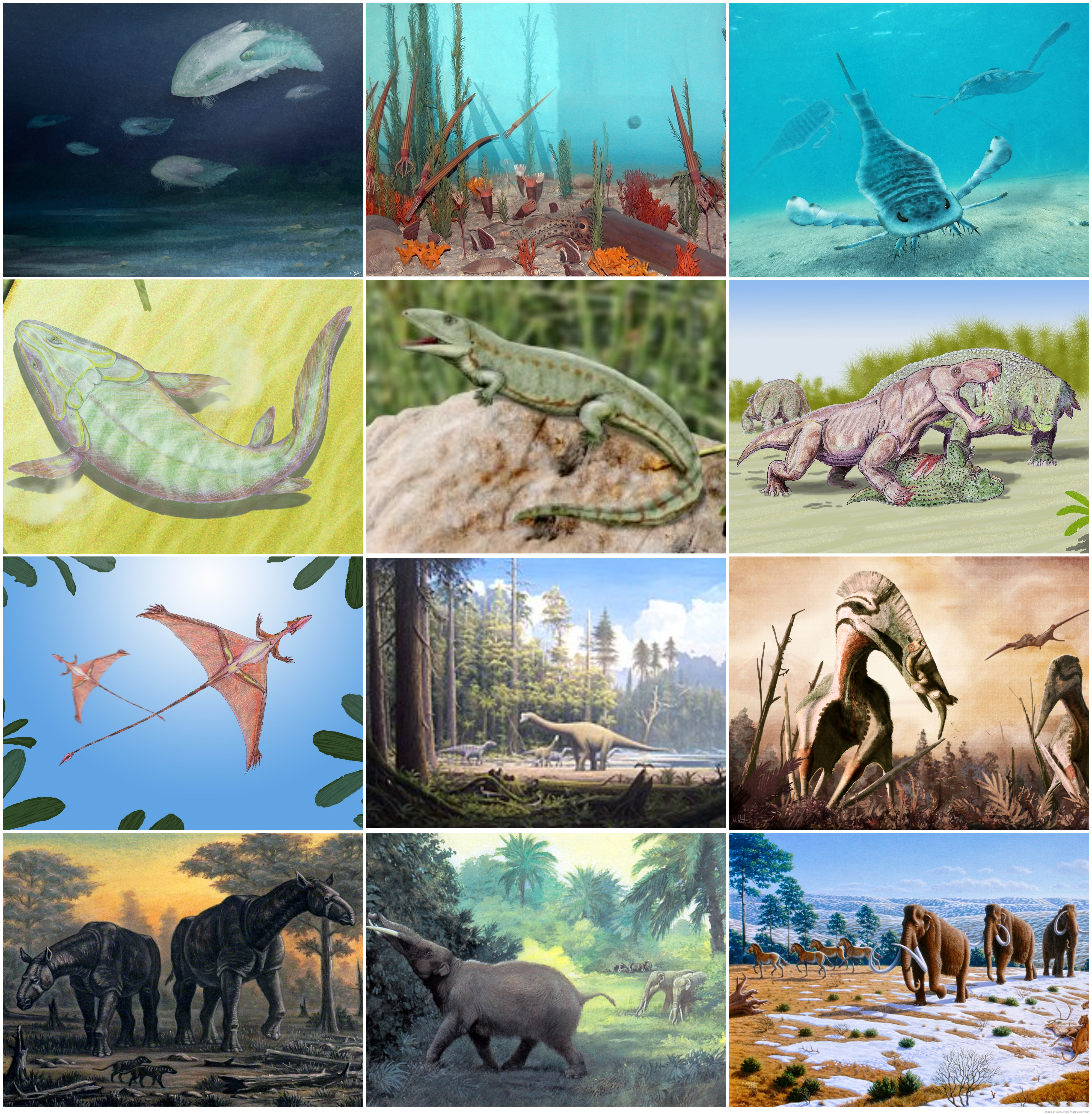
هر یک از دوران‌های پیدازیستی با پیشرفت‌های شاخصی مشخص می‌شوند

پیدازیستی به سه مقیاس زمانی زمین‌شناسی تقسیم می‌شود: دیرینه‌زیستی، میانه‌زیستی و نوزیستی، که خود به ۱۲ مقیاس زمانی زمین‌شناسی دیگر تقسیم می‌شوند.
دوران دیرینه‌زیستی شامل فرگشت سه شاخه (زیست‌شناسی) جانوری برجسته یعنی بندپایان، نرم‌تنان و طنابداران است که گروه آخر شامل ماهی‌ها، دوزیستان و آب‌پرده‌داران (شامل هم‌کمانان و خزنده‌چهرگان) می‌شود.
دوران میانه‌زیستی شامل فرگشت تمساح‌سانان، لاک‌پشت‌ها، دایناسورها (از جمله پرنده‌ها)، پولک‌خزندگان (مارمولک‌ها و مارها) و پستانداران است.
نوزیستی با رویداد انقراض کرتاسه–پالئوژن آغاز می‌شود و شاهد گسترش وسیع پرنده‌ها و پستانداران بوده است. انسان‌ها در بخش اخیر این دوران ظاهر شده و تکامل یافته‌اند.

### دوران دیرینه‌زیستی
دیرینه‌زیستی دوره‌ای در تاریخ زمین است که در آن حیات پیچیده فعال فرگشت یافت، برای نخستین بار در خشکی گسترش یافت و اجداد تمام جانداران چندسلولی زمین تنوع یافتند.
این دوران شامل شش دوره است: کامبرین، اردویسین، سیلورین، دوونین، کربنیفر و پرمین.

#### دوره کامبرین
کامبرین نخستین دوره از دوران دیرینه‌زیستی است و از ۵۳۹ میلیون تا ۴۸۵ میلیون سال پیش ادامه داشت. این دوره شاهد واگرایش فرگشتی چشمگیری از جانوران بود که به عنوان انفجار کامبرین شناخته می‌شود، زمانی که بیشترین تعداد الگوی بدن جانوری در تاریخ زمین در یک دوره شکل گرفت.
در این دوره جلبک‌های پیچیده تکامل یافتند و زیست‌بوم آن توسط بندپایان زره‌دار (مانند تریلوبیت‌ها و پره‌دندان‌سانان) و تا حدی سرپایان‌های دارای صدف (مانند راست‌قیفه) غالب شد. تقریباً تمام ساخه جانوران دریایی در این دوره تکامل یافتند.
در این زمان، ابرقاره پانوتیا شروع به فروپاشی کرد و بیشتر قسمت‌های آن بعداً دوباره به هم پیوستند و ابرقاره گوندوانا را تشکیل دادند.

#### دوره اردویسین
اردویسین از ۴۸۵ میلیون تا ۴۴۴ میلیون سال پیش ادامه داشت. این دوره زمانی است که بسیاری از گروه‌های امروزی جانوری برای نخستین بار فرگشت یافتند یا تنوع پیدا کردند، مانند ملوانک‌واران ابتدایی، مهره‌داران (که در آن زمان فقط شامل بی‌آروارگان بودند) و مرجان‌ها. این فرایند به نام رویداد بزرگ تنوع زیستی اردویسین (GOBE) شناخته می‌شود.
تریلوبیت‌ها به تدریج جای خود را به خرطومچه‌ریختان دادند، و زنبق دریایی نیز به بخشی مهم از زیست‌بوم دریایی تبدیل شد.
نخستین بندپایان به خشکی رفتند و گوندوانا را که در آن زمان فاقد حیات جانوری بود، کلنی‌سازی کردند. یک گروه از جلبک سبز، یعنی رویان‌سنگ‌خزه‌ایان، توانستند از محیط آبی به خشکی منتقل شوند و در دشت سیلابی‌ها و پهنه رودخانه‌ای‌ها استقرار یابند، که بعدها منجر به فرگشت گیاهان رویان‌داران شد.
در اواخر اردویسین، گوندوانا از خط استوا به سمت قطب جنوب حرکت کرد و لورنتیا با بالتیکا برخورد کرد و باعث بسته شدن اقیانوس یاپتوس شد. یخبندان گوندوانا باعث کاهش شدید سطح دریا شد و تمامی گونه‌هایی که در امتداد سواحل آن زندگی می‌کردند، از بین رفتند.
این یخبندان منجر به زمین سردخانه‌ای شد و در نهایت رویداد انقراض اردویسین–سیلورین رخ داد که در آن ۶۰٪ از بی‌مهرگان دریایی و ۲۵٪ از خانواده‌های زیستی منقرض شدند. با وجود اینکه این یکی از مرگبارترین انقراض‌های زمین بود، انقراض O–S تغییرات اکولوژیکی عمیقی بین این دو دوره ایجاد نکرد.

#### دوره سیلورین

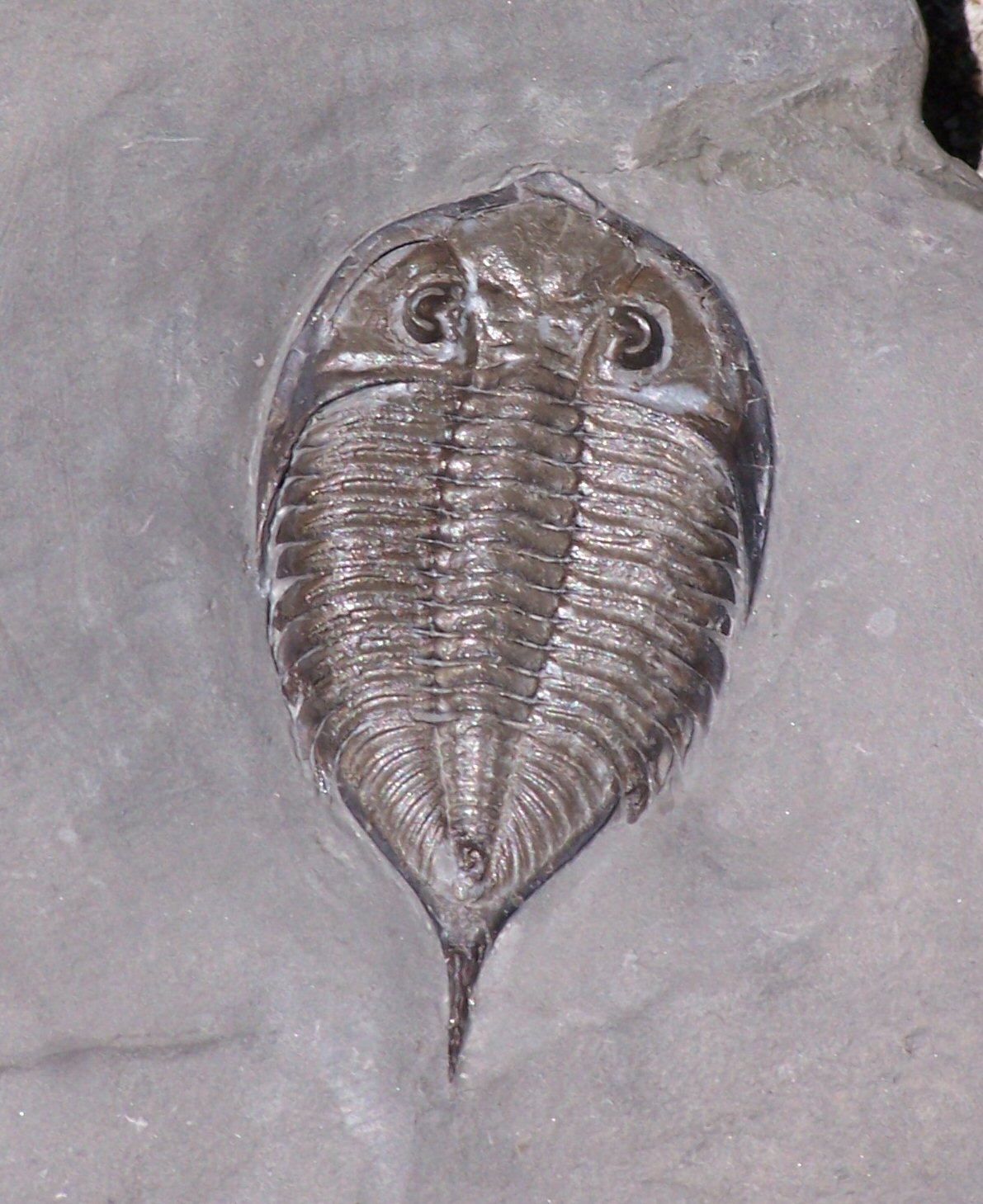
Dalmanites limulurus، گونه‌ای از تریلوبیت‌های دوره سیلورین

سیلورین از ۴۴۴ میلیون تا ۴۱۹ میلیون سال پیش ادامه داشت و شاهد گرم شدن زمین از یک دوره یخبندان بود. در این دوره، فرگشت ماهی‌ها پیش رفت، به‌گونه‌ای که ماهیان بی‌آروارگان بیشتر شدند و آرواره‌دهانان اولیه و ماهی آب‌شیرین در فسیل‌ها ظاهر شدند. بندپایان همچنان فراوان بودند و برخی گروه‌ها مانند پهن‌بال‌سانان به شکارچی رأس هرم در اقیانوس تبدیل شدند.
حیات کاملاً زمینی در این دوره در خشکی مستقر شد و شامل قارچ‌های اولیه، عنکبوتیان، شش‌پایان و هزارپایان بود. فرگشت آوندداران (به‌ویژه هاگ‌زاهایی مانند سرخس Cooksonia) به گیاهان زمینی امکان داد که درون خشکی‌ها گسترش یابند.
در این زمان، چهار قاره وجود داشت: گوندوانا (آفریقا، آمریکای جنوبی، استرالیا، جنوبگان و هند)، لورنتیا (آمریکای شمالی و بخش‌هایی از اروپا)، بالتیکا (باقی‌مانده اروپا) و سیبری (آسیای شمالی).

#### دوره دوونین

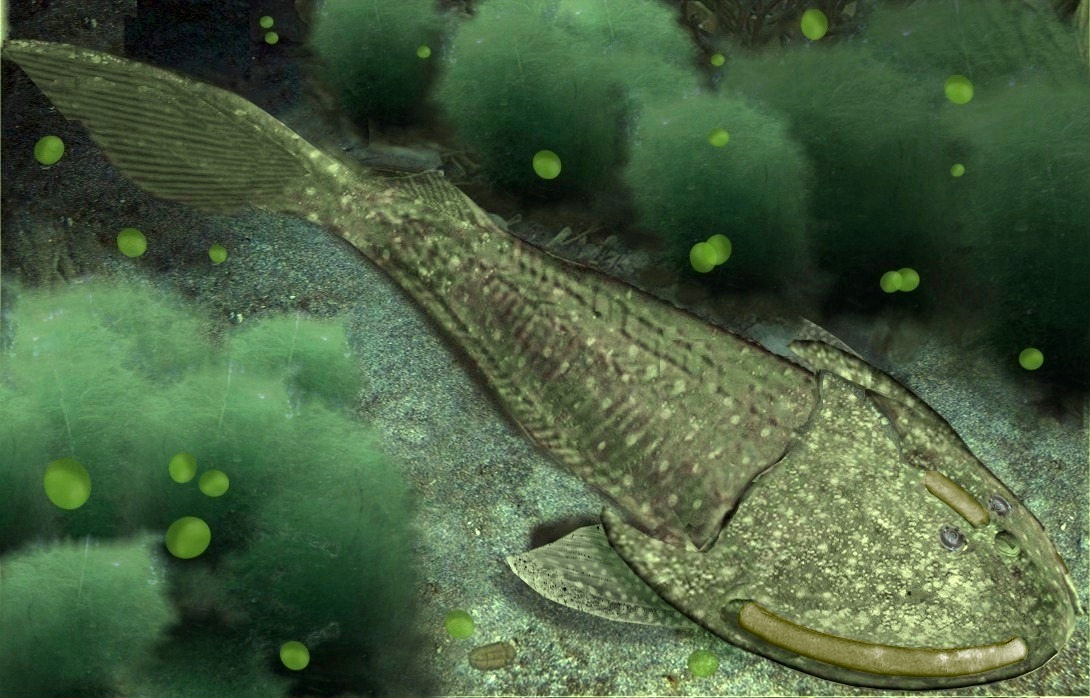
سرسپری، از ماهیان بی‌آرواره

دوونین از ۴۱۹ میلیون تا ۳۵۹ میلیون سال پیش ادامه داشت. این دوره که به‌طور غیررسمی به عنوان «عصر ماهیان» شناخته می‌شود، شاهد واگرایش فرگشتی گسترده در میان ماهیان بود، از جمله قیف‌دندانان و زره‌پوستان بی‌آرواره، و همچنین ماهیان آرواره‌دهان مانند تخته‌پوستان زره‌دار (مانند دانکل‌استخوان)، آکانتودیان‌های خاردار و ماهیان استخوانی اولیه.
این دوره همچنین شاهد ظهور گروه‌های فرگشت یافته‌ای از ماهیان امروزی مانند غضروف‌ماهیان (کوسه‌ها و پرتوماهی‌ها) و ماهیان استخوانی بود که خود شامل دو تبارشاخه یعنی پرتوبالگان و گوشتی‌بالگان می‌شود.
یکی از تبارهای گوشتی‌بالگان، یعنی آویزبالگان، به چهاراندام‌ریختان فرگشت یافت که در نهایت به چهاراندامان تبدیل شدند.
بر روی خشکی، گروه‌های گیاهی پس از انقلاب زمینی سیلورین-دوونین متنوع‌تر شدند؛ نخستین گیاه چوبی از جمله سرخس‌های اولیه و اولین پیدازادان در این دوره فرگشت یافتند.
در دوونین میانی، جنگل‌های درختچه‌ای شکل شامل پنجه‌گرگ‌تباران، دم‌اسبی‌سانان و بازدانگان پیشین ظاهر شدند. این سبزگردانی باعث گسترش بندپایان شد که از این زیستگاه‌های جدید بهره‌برداری کردند.
در اواخر دوونین، ۷۰٪ از گونه‌ها در مجموعه‌ای از رویدادهای انقراض جمعی که با نام رویداد انقراض دونین پسین شناخته می‌شود، از بین رفتند.

#### دوره کربنیفر

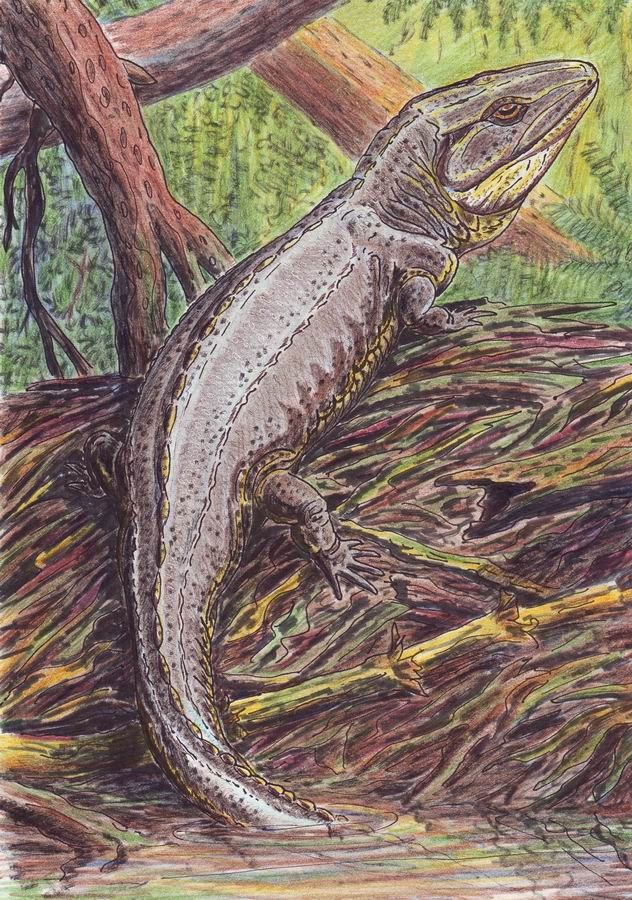
Proterogyrinus، یک دوزیست از دوره کربنیفر (چهاراندام بدون آب‌پرده)

کربنیفر از ۳۵۹ میلیون تا ۲۹۹ میلیون سال پیش ادامه داشت.
در این دوره، باتلاق‌های استوایی بر سطح زمین غالب بودند و حجم عظیمی از درختان مقدار زیادی کربن را از جو جذب کرده و به زغال‌سنگ تبدیل کردند (که به همین دلیل این دوره کربنیفر نام‌گذاری شده است).
حدود ۹۰٪ از ذخایر زغال‌سنگ موجود در زمین در دوره‌های کربنیفر و پرمین تشکیل شده‌اند که تنها ۲٪ از تاریخ زمین را در بر می‌گیرند.
سطح بالای اکسیژن ناشی از این جنگل‌های تالابی باعث شد که بندپایان، که معمولاً به دلیل تنفس نایدیسی در اندازه محدود بودند، رشد جمعیت پیدا کنند و بزرگ‌تر شوند.
چهاراندامان نیز در این دوره متنوع شدند، از جمله نیمه‌آبزی‌های دوزیست مانند بریده‌مهرگان. یکی از تبارهای چهاراندامان آب‌پرده‌دار را شامل می‌شد که توانستند تخم‌هایشان را خارج از آب حفظ کنند.
این آب‌پرده‌داران شامل اولین خزنده‌چهرگان (که بعدها به خزندگان، دایناسورها و پرنده‌ها فرگشت یافتند) و هم‌کمانان (اجداد پستانداران) بودند.
در سراسر کربنیفر، روندی از سرمایش وجود داشت که در نهایت به یخبندان پرمو-کربنیفر منجر شد و باعث از بین رفتن بسیاری از جنگل‌های زغال‌سنگی شد، پدیده‌ای که به فروپاشی جنگل‌های کربنیفر معروف است.

#### دوره پرمین

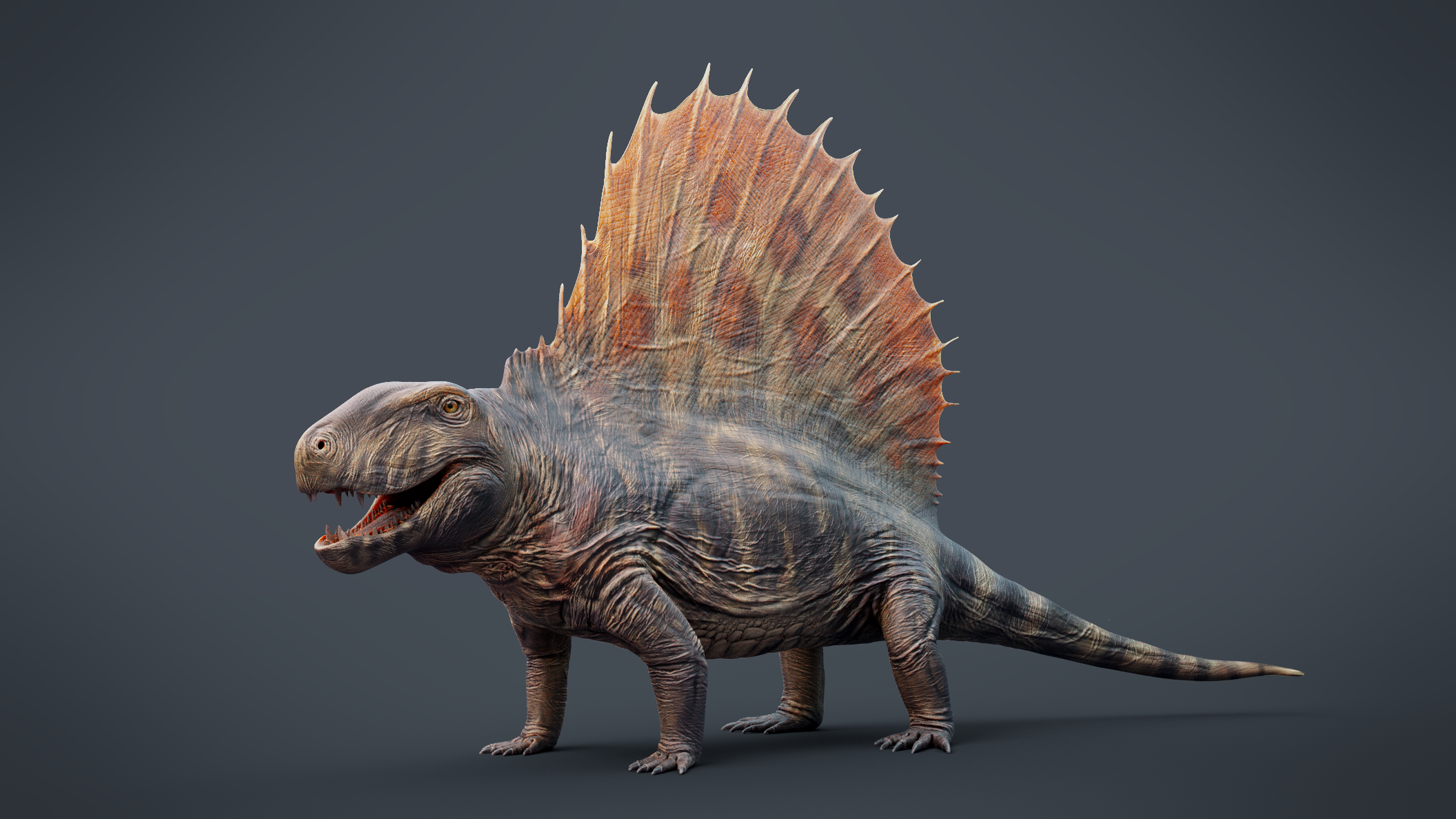
دیمترودون، یکی از هم‌کمانان دوره پرمین

پرمین از ۲۹۹ میلیون تا ۲۵۱ میلیون سال پیش ادامه داشت و آخرین دوره از دوران دیرینه‌زیستی بود. در آغاز این دوره، تمامی خشکی‌ها به هم پیوسته و ابرقاره پانگه‌آ را تشکیل دادند که توسط یک اقیانوس وسیع به نام پانتالاسا احاطه شده بود. در مقایسه با دوره کربنیفر، زمین در دوره پرمین خشک‌تر بود و به دلیل عدم تعدیل دمایی توسط توده‌های آب بزرگ، فصول بسیار شدیدی داشت.
در این شرایط خشک، آب‌پرده‌داران همچنان رونق داشتند و متنوع شدند، به‌ویژه هم‌کمانان مانند دیمترودون، آدافوسور و ددکمانان که در نهایت اجداد پستانداران شدند. نخستین مخروطیان در این دوره فرگشت یافتند و سپس بر زیست‌بوم خشکی‌ها تسلط یافتند.
پایان دوره پرمین با حداقل یک رویداد انقراض همراه بود که به‌طور خاص با نام «رویداد انقراض پرمین–تریاس» شناخته می‌شود. این انقراض ناشی از فوران بازالتی گسترده بود (مانند تله‌های سیبری در روسیه و تله‌های امه‌یشان در چین).
این انقراض بزرگ‌ترین انقراض در تاریخ زمین بود و منجر به از بین رفتن ۹۵٪ از تمامی گونه‌های زیستی شد.

### دوران میانه‌زیستی
میانه‌زیستی از ۲۵۲ میلیون تا ۶۶ میلیون سال پیش ادامه داشت. این دوران همچنین با نام‌های «عصر خزندگان»، «عصر دایناسورها» یا «عصر مخروطیان» شناخته می‌شود.
میانه‌زیستی شاهد آن بود که سوراپسیدها برای نخستین بار بر هم‌کمانان چیره شدند و به سلطه اکولوژیکی دست یافتند.
این دوران همچنین شامل واگرایش فرگشتی بسیاری از گروه‌های امروزی مانند پرتوبالگان، حشره‌ها، نرم‌تنان (به‌ویژه نیام‌داران)، چهاراندامان و گیاهان بود.
میانه‌زیستی به سه دوره تقسیم می‌شود: تریاس، ژوراسیک و کرتاسه.

#### دوره تریاس
تریاس از ۲۵۲ میلیون تا ۲۰۱ میلیون سال پیش ادامه داشت. این دوره عمدتاً یک دوره گذار و بازیابی میان پیامدهای ویرانگر رویداد انقراض پرمین–تریاس و پوشش گیاهی سرسبز دوره ژوراسیک بود.
تریاس شامل سه دوره اصلی است: تریاس پیشین، تریاس میانه و تریاس پسین.
تریاس پیشین بین ۲۵۲ تا ۲۴۷ میلیون سال پیش ادامه داشت.
این دوره به دلیل انقراض پرمین، بسیار گرم و خشک بود. در این دوره، بسیاری از چهاراندامان به عنوان بخشی از زیست‌بوم بازیابی نمایان شدند؛ این گروه شامل جانورانی با واگرایش فرگشتی کم و پراکندگی وسیع جغرافیایی بود.
بریده‌مهرگان نخستین گروهی بودند که بازیابی شدند و در تریاس به شکارچیان بزرگ دریایی فرگشت یافتند.
دیگر خزندگان نیز در این دوره به‌سرعت متنوع شدند، از جمله خزندگان آبزی مانند ایکتیوسورها و خزنده‌بالگان که در دریاها رشد جمعیت داشتند.
بر روی خشکی، نخستین شاه‌خزندگان ظاهر شدند، از جمله سوسمارنماها (خویشاوندان تمساح‌سانان) و پرنده‌گردنان (خویشاوندان پرنده‌ها و دایناسورها).

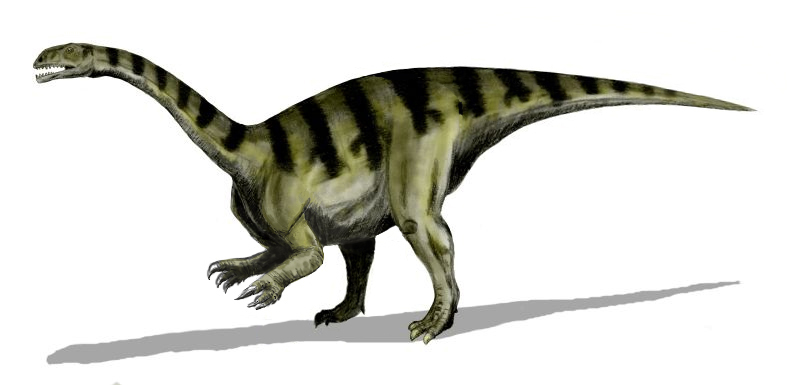
پلاتیوسور، یکی از نخستین خزنده‌پاریختان دایناسوری

تریاس میانه از ۲۴۷ میلیون تا ۲۳۷ میلیون سال پیش ادامه داشت. در این دوره، آغاز فروپاشی پانگه‌آ با ایجاد شکاف‌هایی در شمال این ابرقاره رخ داد. بخش شمالی اقیانوس تتیس، یعنی اقیانوس تتیس دیرینه، به یک حوضه آرام تبدیل شده بود، اما یک مرکز گسترش در بخش جنوبی آن، یعنی اقیانوس نئوتتیس، فعال بود.
در پایان این دوره، گروه‌های گوناگونی از جانوران دریایی مانند فیتوپلانکتون‌ها، مرجان‌ها، سخت‌پوستان‌ها و دیگر بی‌مهرگان دریایی که در رویداد انقراض پرمین–تریاس کاهش یافته بودند، بهبود یافتند و جمعیتشان افزایش یافت.
در همین زمان، بر روی خشکی، خزندگان به تکامل خود ادامه دادند و جنگل‌های سوزنی‌برگ گسترش یافتند. همچنین، نخستین گونه‌های مگس در این دوره ظاهر شدند.
تریاس پسین از ۲۳۷ میلیون تا ۲۰۱ میلیون سال پیش ادامه داشت.
پس از رونق حیات در تریاس میانه، در آغاز تریاس پسین، آب‌وهوا گرم و خشک بود و باد موسمی شدیدی حاکم بود که باعث شد بارندگی‌ها عمدتاً به مناطق ساحلی و عرض‌های جغرافیایی بالا محدود شود.
در اواخر دوره کارنین، این وضعیت تغییر کرد و یک اپیزود بارانی کارنین دو میلیون ساله رخ داد که نواحی خشک قاره‌ای را به جنگل رودخانه‌ای سرسبز تبدیل کرد.
نخستین دایناسورهای حقیقی در اوایل تریاس پسین ظاهر شدند، و پتروسورها کمی بعدتر فرگشت یافتند.
دیگر خزندگان بزرگ که رقبای دایناسورها محسوب می‌شدند، در رویداد انقراض تریاس–ژوراسیک از بین رفتند که طی آن بیشتر شاه‌خزندگان، ددکمانان (به‌جز سگ‌دندان) و تقریباً تمام دوزیستان بزرگ‌جثه منقرض شدند، همراه با ۳۴٪ از گونه‌های دریایی در چهارمین رویداد انقراض بزرگ زمین. علت این انقراض هنوز مورد بحث است، اما احتمالاً ناشی از فوران‌های آتشفشانی استان ماگمایی اطلس مرکزی بود.

#### دوره ژوراسیک

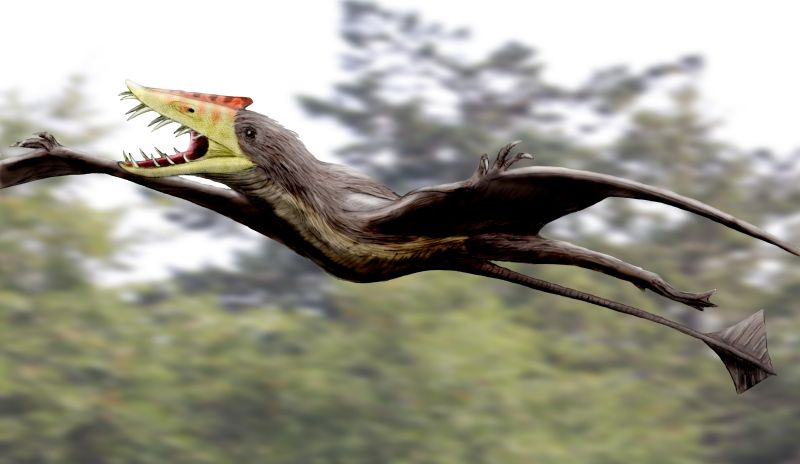
پوزه‌منقاری ابریشم، جاندازی از نوع پتروسور

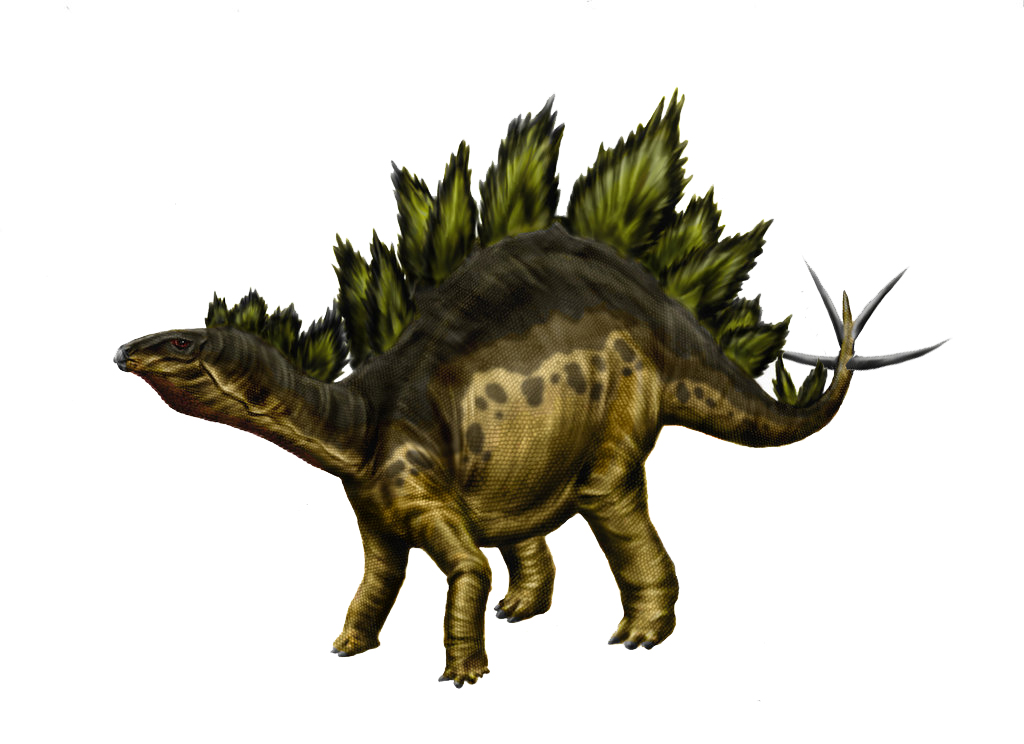
استگوسور، یکی از پرنده‌کفلان بزرگ از دوره ژوراسیک پسین

ژوراسیک از ۲۰۱ میلیون تا ۱۴۵ میلیون سال پیش ادامه داشت و شامل سه دوره اصلی است: ژوراسیک پیشین، ژوراسیک میانه و ژوراسیک پسین.
ژوراسیک پیشین از ۲۰۱ میلیون تا ۱۷۴ میلیون سال پیش ادامه داشت.
آب‌وهوا در این دوره مرطوب‌تر از تریاس بود و در نتیجه، جهان گرم و تا حدودی استوایی بود، گرچه احتمالاً دوره‌های کوتاه سرد نیز وجود داشت.
در اقیانوس‌ها، پلسیوسورها، ایکتیوسورها و شاخ‌قوچی‌ها غالب بودند، در حالی که بر روی خشکی، دایناسورها، پتروسورها و دیگر خزندگان حکم‌فرما بودند، گونه‌هایی مانند دیلوفوسور در رأس زنجیره غذایی قرار داشتند.
تمساح‌ریختان در این دوره به اشکال آبزی فرگشت یافتند و دوزیستان بزرگ‌جثه تقریباً به انقراض رسیدند.
نخستین پستانداران حقیقی در این دوره ظاهر شدند، اما جثه‌های کوچکی داشتند و میانگین وزن آن‌ها تا پایان دوره کرتاسه کمتر از ۱۰ کیلوگرم (۲۲ پوند) باقی ماند.
ژوراسیک میانه و ژوراسیک پسین از ۱۷۴ میلیون تا ۱۴۵ میلیون سال پیش ادامه داشت.
جنگل‌های وسیع متشکل از مخروطیان در سراسر جهان گسترش یافتند.
در اقیانوس‌ها، پلسیوسورها و ایکتیوسورها فراوان بودند و زیست‌بوم‌های دریایی را به تسلط خود درآوردند.
ژوراسیک پسین که از ۱۶۳ میلیون تا ۱۴۵ میلیون سال پیش ادامه داشت، شاهد انقراض شدید خزنده‌پایان در قاره‌های شمالی بود، همراه با نابودی بسیاری از ایکتیوسورها. با این حال، مرز بین ژوراسیک و کرتاسه تأثیر چندانی بر بیشتر اشکال حیات نداشت.

#### دوره کرتاسه
کرتاسه طولانی‌ترین دوره در پیدازیستی و آخرین دوره از میانه‌زیستی بود. این دوره از ۱۴۵ میلیون تا ۶۶ میلیون سال پیش ادامه داشت و به دو دوره کرتاسه پیشین و کرتاسه پسین تقسیم می‌شود.

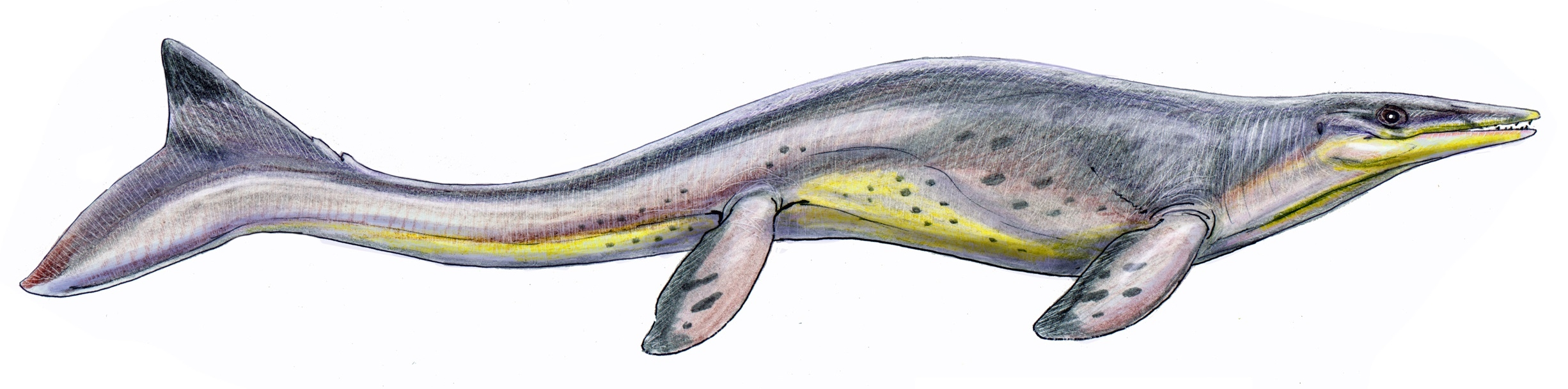
تیلوسور، گونه‌ای از موساسوریان، مارمولک‌های دریایی غول‌پیکر

کرتاسه پیشین از ۱۴۵ میلیون تا ۱۰۰ میلیون سال پیش ادامه داشت.
دایناسورها همچنان فراوان بودند و گروه‌هایی مانند بیدادگرخزنده‌ریختان، پرنده‌بالان (پرنده‌ها)، لبه‌دارسران و پرنده‌پایان به رشد و تنوع خود ادامه دادند.
از سوی دیگر، برخی از چهاراندامان مانند پوشیده‌خزنده‌سانان و ایکتیوسورها کاهش یافتند، و سوروپودها به قاره‌های جنوبی محدود شدند.
کرتاسه پسین از ۱۰۰ میلیون تا ۶۶ میلیون سال پیش ادامه داشت.
این دوره شاهد یک روند خنک‌شدن طولانی بود که تا نوزیستی ادامه یافت. آب‌وهوای استوایی به منطقه استوا محدود شد و مناطق فراتر از عرض‌های گرمسیری دارای تغییرات فصلی بیشتری شدند.
با این حال، دایناسورها همچنان غالب بودند و گونه‌های جدیدی مانند تیرانوسوروس، آنکیلوسور، تریسراتوپس و اردک‌منقاران بر شبکه غذایی چیره شدند.
اینکه آیا پتروسورها با گسترش پرنده‌ها دچار کاهش شدند یا خیر، همچنان مورد بحث است؛ اما بسیاری از خانواده‌های پتروسور تا پایان کرتاسه زنده ماندند، از جمله گونه‌هایی مانند کتزلکوآتلوس که از بزرگ‌ترین پتروسورهای تاریخ بود.
پستانداران نیز با وجود جثه‌های کوچک خود، به واگرایش فرگشتی گسترده‌ای دست یافتند، از جمله پس‌ددان (مانند کیسه‌داران) و هوددان (مانند جفت‌داران).
در اقیانوس‌ها، موساسوریان رشد جمعیت یافتند و جایگزین ایکتیوسورها شدند. همچنین، پلسیوسورهای غول‌پیکر مانند الاسموسور به‌عنوان شکارچیان اصلی دریایی ظاهر شدند. این دوره همچنین شاهد ظهور نخستین گیاهان گلدار بود.
در پایان کرتاسه، تله‌های دکن و سایر آتشفشان‌ها باعث افزایش انتشار گازهای سمی در جو شدند. در این میان، یک شهاب بزرگ با زمین برخورد کرد که باعث تشکیل دهانه چیکشلوب شد و رویداد انقراض کرتاسه–پالئوژن را رقم زد، پنجمین و آخرین رویداد انقراض بزرگ زمین.
در این انقراض، ۷۵٪ از گونه‌های زنده نابود شدند، از جمله تمام دایناسورهای غیرپرنده. تمام جاندارانی که وزنی بیش از ۱۰ کیلوگرم داشتند، از بین رفتند و عصر دایناسورها به پایان رسید.

### دوران نوزیستی
دوره نوزیستی شاهد سلطه پستانداران و پرندگان به‌عنوان گونه‌های غالب جانوری بود، زیرا پایان عصر دایناسورها کنام‌های بزرگی را خالی کرده بود. این دوره به سه بخش تقسیم می‌شود: پالئوژن، نئوژن و کواترنری.

#### دوره پالئوژن
پالئوژن از انقراض دایناسورهای غیرپرنده، یعنی حدود ۶۶ میلیون سال پیش، تا آغاز نئوژن در ۲۳ میلیون سال پیش ادامه داشت. این دوره شامل سه مقیاس زمانی زمین‌شناسی است: پالئوسن، ائوسن و الیگوسن.

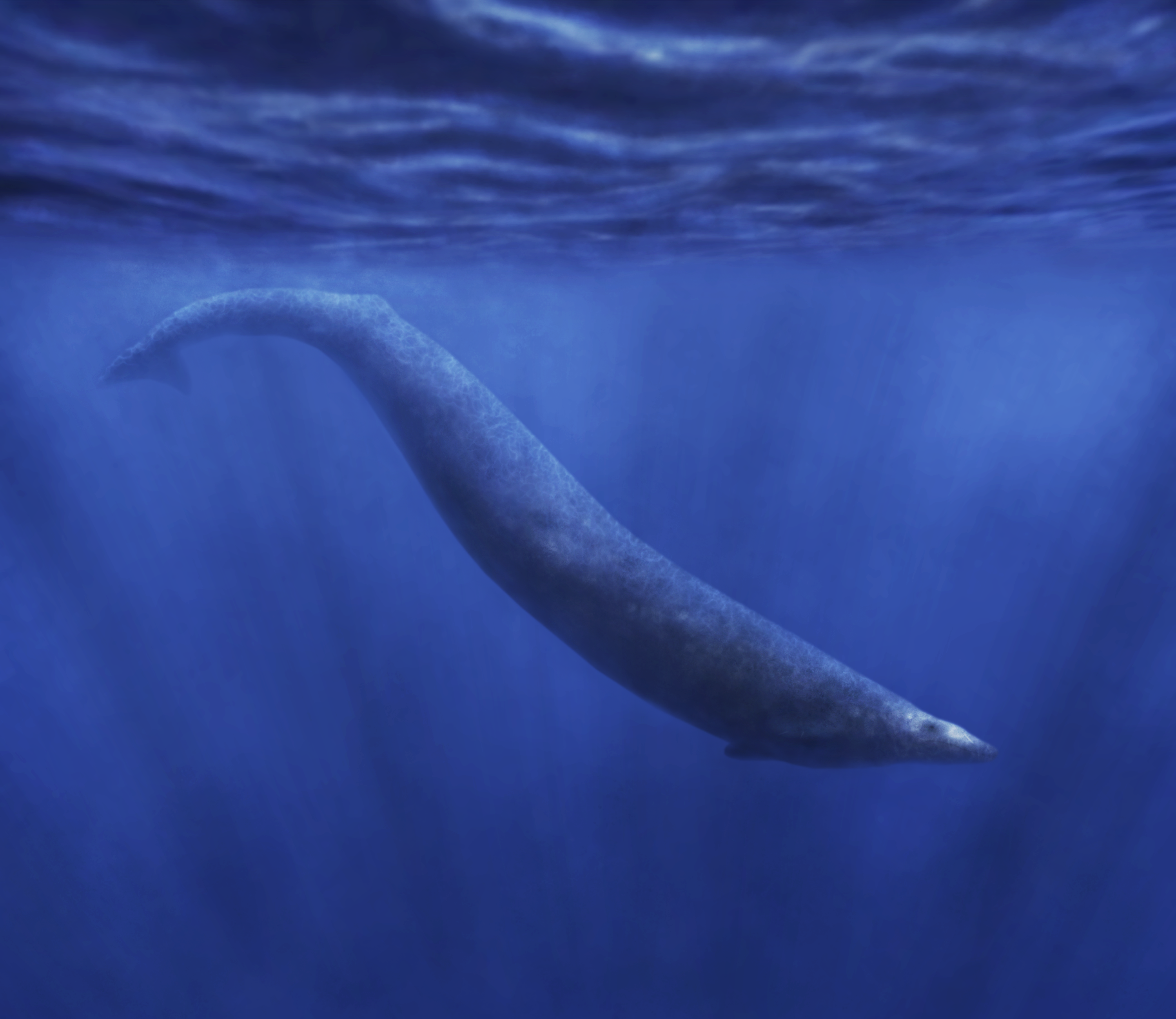
باسیلوسور، نهنگ اولیه مرتبط با نهنگ‌های امروزی

پالئوسن با رویداد انقراض کرتاسه–پالئوژن آغاز شد و در ابتدای آن، زمین در حال بازیابی از این رویداد بود.
قاره‌ها شروع به گرفتن شکل‌های امروزی خود کردند، اما بسیاری از آن‌ها هنوز از هم جدا بودند: آفریقا و اوراسیا توسط اقیانوس تتیس از یکدیگر جدا بودند، و قاره آمریکا توسط گذرگاه پاناما از همدیگر فاصله داشتند، زیرا باریکه پاناما هنوز شکل نگرفته بود.
این دوره با یک روند گرمایشی همراه بود که در بیشینه گرمایی پالئوسن-ائوسن به اوج رسید و باعث گسترش جنگل (محیط)‌های امروزی شد، به‌گونه‌ای که این جنگل‌ها تا قطب‌ها گسترش یافتند.
کوسه‌ها بر اقیانوس‌ها تسلط داشتند، زیرا خزندگان دریایی غول‌پیکر کرتاسه منقرض شده بودند. پستانداران به‌سرعت متنوع شدند، اما بیشتر آن‌ها همچنان جثه‌های کوچکی داشتند.
بزرگ‌ترین چهاراندامان شکارچی در این دوره، خزنده‌ها بودند، از جمله تمساح‌مانندان، کوریستودرا و مارها. تیتانوبوآ، بزرگ‌ترین مار شناخته‌شده، در این دوره در آمریکای جنوبی زندگی می‌کرد.
ائوسن از ۵۶ میلیون تا ۳۴ میلیون سال پیش ادامه داشت.
در ابتدای این دوره، بیشتر پستانداران جثه‌های کوچکی داشتند و در جنگل‌های انبوه زندگی می‌کردند، درست مانند پالئوسن. در میان آن‌ها، نخستی‌سانان اولیه، نهنگ‌های ابتدایی و اسب‌های اولیه دیده می‌شدند. آب‌وهوا گرم و مرطوب بود و تفاوت دمایی کمی میان قطب‌ها و استوا وجود داشت.
در ائوسن میانه، جریان پیراقطبی جنوبگان زمانی شکل گرفت که آمریکای جنوبی و استرالیا از قطب جنوب جدا شدند و گذرگاه دریک و گذرگاه تاسمانی باز شدند. این موضوع باعث تغییر در جریان‌های اقیانوسی در سراسر جهان شد، که در نتیجه آن، آب‌وهوا رو به سردی رفت و جنگل‌ها شروع به کاهش کردند.
با ادامه واگرایش فرگشتی، گونه‌های پستانداران جدیدتری ظاهر شدند و شکل‌های قدیمی‌تر از بین رفتند. در پایان این دوره، نهنگ‌هایی مانند باسیلوسور کاملاً آبزی شده بودند.
ائوسن پسین شاهد بازگشت فصل‌ها بود، که باعث گسترش مناطق علفزاری و ظهور اولین ساوان‌های واقعی شد.
در مرز بین ائوسن و الیگوسن، یک رویداد انقراض مهم رخ داد که علت آن هنوز مورد بحث است.
الیگوسن از ۳۴ میلیون تا ۲۳ میلیون سال پیش ادامه داشت. این دوره به‌عنوان یک دوره گذار میان جهان گرمسیری ائوسن و زیست‌بوم‌های امروزی شناخته می‌شود. در این دوره، علفزارها در سراسر جهان گسترش یافتند، که فرصت‌های جدیدی را برای گونه‌های مختلف ایجاد کرد، از جمله اولین فیل‌ها، گربه‌ایان، سگ‌سانان، کیسه‌داران و بسیاری از گونه‌هایی که امروزه همچنان وجود دارند.
همچنین، گونه‌های جدیدی از گیاهان تکامل یافتند، مانند درختان همیشه‌سبز. روند سرمایش جهانی ادامه یافت و الگوهای باران فصلی پایدار شدند.
پستانداران به رشد خود ادامه دادند و بلوچی‌دد، یکی از بزرگ‌ترین پستانداران خشکی‌زی تاریخ، در این دوره ظاهر شد، همراه با بسیاری از تک‌سم‌سانان.

#### دوره نئوژن
نئوژن از ۲۳٫۰۳ میلیون تا ۲٫۵۸ میلیون سال پیش ادامه داشت. این دوره شامل دو بخش است: میوسن و پلیوسن.
میوسن از ۲۳٫۰۳ میلیون تا ۵٫۳۳۳ میلیون سال پیش ادامه داشت.
در این دوره، گندمیان در سراسر جهان گسترش یافتند و بخش بزرگی از زیست‌بوم‌ها را به خود اختصاص دادند، که منجر به کاهش پوشش جنگلی شد. جنگل کتانجک در این زمان تکامل یافت، که باعث ظهور گونه‌های جدیدی مانند سمور دریایی شد.
در این دوره، تک‌سم‌سانان بسیار شکوفا شدند و به اشکال متنوعی تکامل یافتند. در کنار آن‌ها، میمون‌های انسان‌نما نیز تکامل یافتند و به حدود ۳۰ گونه مختلف منشعب شدند. به‌طور کلی، زمین در این دوره بیشتر خشک و کوهستانی بود و حیوانات علف‌خوار در سراسر آن پراکنده بودند. اقیانوس تتیس سرانجام بسته شد و با تشکیل شبه‌جزیره عربستان، دریای سیاه، دریای سرخ، دریای مدیترانه و دریای خزر شکل گرفتند، که باعث افزایش خشکی در این مناطق شد.
در این زمان، بسیاری از گونه‌های جدید گیاهی تکامل یافتند و ۹۵٪ از پیدازادان امروزی در میوسن میانی ظاهر شدند.
دوره پلیوسن از ۵٫۳۳۳ میلیون تا ۲٫۵۸ میلیون سال پیش ادامه داشت.
این دوره شاهد تغییرات چشمگیر اقلیمی بود که در نهایت به شکل‌گیری گونه‌ها و گیاهان امروزی منجر شد. دریای مدیترانه در طی بحران شوری مسینین برای صدها هزار سال خشک شد. علاوه بر این تغییرات زمین‌شناسی بزرگ، آفریقا شاهد ظهور جنوبی‌کپی بود که نیای جنس انسان  محسوب می‌شود.
باریکه پاناما نیز در این دوره شکل گرفت که باعث جابه‌جایی بزرگ جانوری در قاره آمریکا میان آمریکای شمالی و آمریکای جنوبی شد و تأثیرات عمده‌ای بر زیست‌بوم‌های محلی گذاشت.
تغییرات اقلیمی باعث گسترش ساوانهایی شد که هنوز در سراسر جهان در حال توسعه هستند، همچنین باران‌های موسمی جنوب آسیا، بیابان‌های شرق آسیا و آغاز شکل‌گیری صحرای بزرگ آفریقا در این دوره اتفاق افتاد.
قاره‌ها و دریاهای زمین به شکل امروزی خود نزدیک شدند و از آن زمان تاکنون، نقشه جهان تغییرات چشمگیری نداشته است، به‌جز تغییراتی که توسط یخبندان کواترنری ایجاد شد، مانند شکل‌گیری دریاچه آگاسی که پیش‌زمینه دریاچه‌های بزرگ امروزی آمریکای شمالی بود.

#### دوره کواترنری

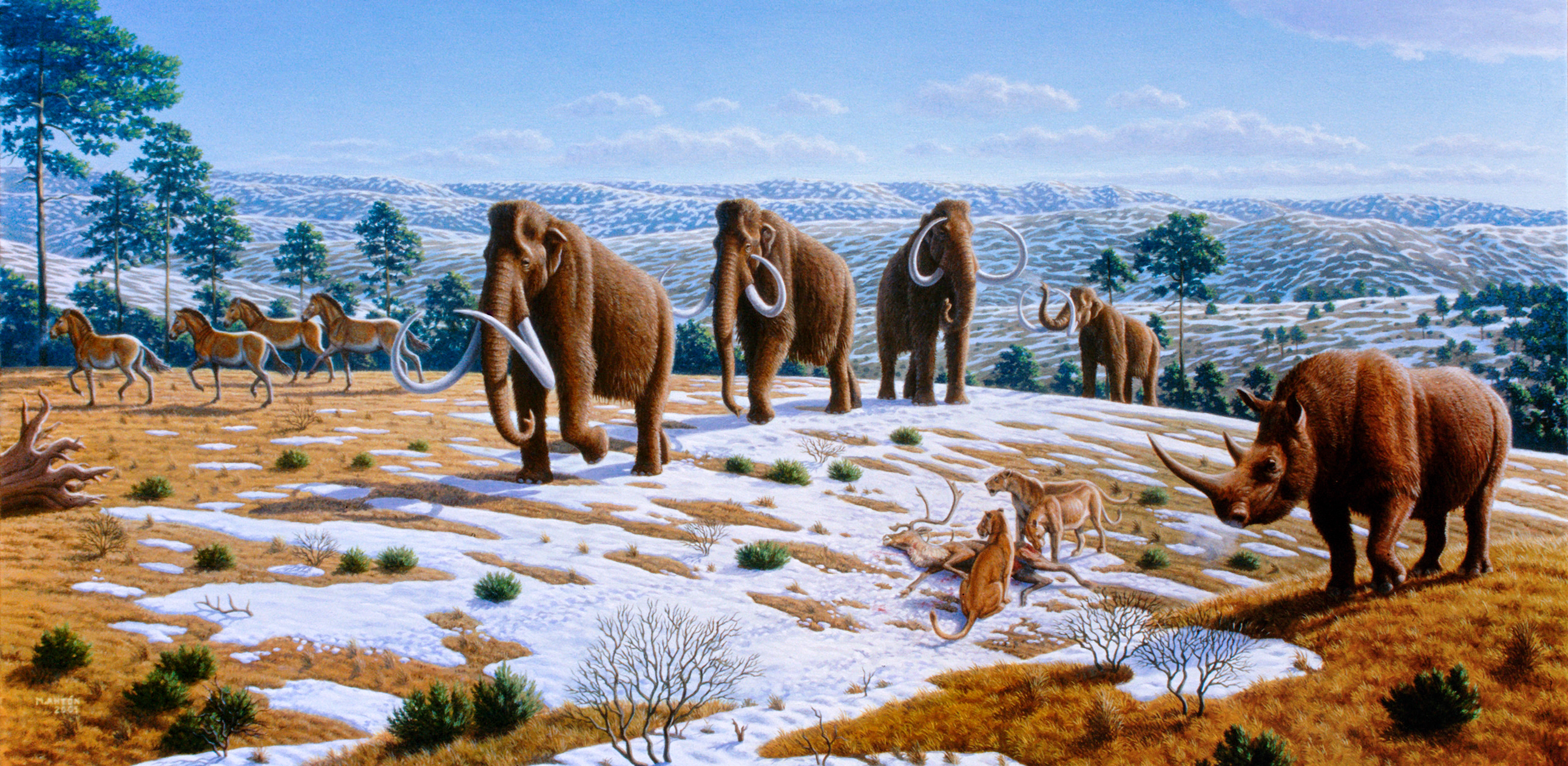
کلان‌زیاگان پلیستوسن (ماموت، شیر غارزی، کرگدن پشمالو، گوزن شمالی و اسب وحشی)

دوره کواترنری از ۲٫۵۸ میلیون سال پیش تاکنون ادامه دارد و کوتاه‌ترین دوره زمین‌شناسی در پیدازیستی است.
این دوره شامل جانوران امروزی و تغییرات چشمگیر اقلیمی است و به دو بخش تقسیم می‌شود: پلیستوسن و هولوسن.
پلیستوسن از ۲٫۵۸ میلیون تا ۱۱٬۷۰۰ سال پیش ادامه داشت.
این دوره به دلیل مجموعه‌ای از دوره یخچالی (یا عصر یخبندان) مشخص می‌شود که نتیجه روند سرمایشی بود که از ائوسن میانه آغاز شده بود.
دوره‌های متعدد یخبندان باعث پیشروی کلاهک یخی تا عرض ۴۰ درجه شمالی در مناطق کوهستانی شد.
در همین حال، آفریقا شاهد روند خشکسالی شد که منجر به ایجاد صحرای بزرگ آفریقا، بیابان نامیب و بیابان کالاهاری شد.
در این دوره، جانورانی مانند ماموت، تنبل زمینی، گرگ وحشت، دندان‌خنجری‌ها و گونه‌هایی از جنس انسان مانند انسان راست‌قامت در سراسر جهان گسترده بودند.
انسان امروزی اولیه، یعنی انسان خردمند، حداقل در دو موج بزرگ مهاجرتی، مهاجرت انسان‌های اولیه را آغاز کرد که یکی از آن‌ها حدود ۲۷۰٬۰۰۰ سال پیش رخ داد.
پس از نظریه فوران آتشفشان توبا که حدود ۷۴٬۰۰۰ سال پیش اتفاق افتاد و باعث یک گلوگاه جمعیتی در میان انسان‌ها شد، موج دوم مهاجرت موفق شد تمامی قاره‌ها (به‌جز جنوبگان) را مستعمره کند.
در پایان پلیستوسن، رویداد انقراض کواترنری باعث نابودی بسیاری از کلان‌زیاگان جهان شد، از جمله گونه‌های انسانی غیر از انسان خردمند مانند نئاندرتال و انسان فلورسی. همه قاره‌ها تحت تأثیر این انقراض قرار گرفتند، اما آفریقا کمتر آسیب دید و گونه‌های بزرگی مانند فیل‌ها، کرگدن‌ها و اسب آبی در آن حفظ شدند.
اینکه تا چه اندازه انسان خردمند در این انقراض‌های بزرگ نقش داشته، همچنان مورد بحث است.
هولوسن ۱۱٬۷۰۰ سال پیش با پایان دریاس جوان آغاز شد و تاکنون ادامه دارد.
تمامی تاریخ مکتوب و آنچه که به‌عنوان «تاریخ انسان» شناخته می‌شود، در محدوده هولوسن قرار دارد.
فعالیت‌های انسانی عامل اصلی انقراض هولوسن است که تقریباً ۱۰٬۰۰۰ سال پیش آغاز شد، اما گونه‌های در حال انقراض از زمان انقلاب صنعتی ثبت شده‌اند.
این پدیده گاهی به‌عنوان «انقراض هولوسن» شناخته می‌شود و صدها گونه در نتیجه فعالیت‌های انسانی از جمله بهره‌برداری بی‌رویه، نابودی زیستگاه و معرفی گونه مهاجم منقرض شده‌اند.

## تنوع زیستی

واگرایش فرگشتی در دوران پیدازیستی.

در دوران پیدازیستی، تنوع زیستی به‌طور کلی افزایش یافته است، اما این افزایش تابع یکنوا نیست و از تقریباً صفر تا هزاران سرده متغیر بوده است.

مطالعات نشان داده‌اند که تغییرات در تنوع زیستی طی دوران پیدازیستی با رشد هذلولی همبستگی بیشتری دارد تا با مدل‌های رشد نمایی و توزیع لجستیک.
مدل‌های نمایی و لجستیک به‌طور سنتی در زیست‌شناسی جمعیت به‌کار می‌روند و به‌طور گسترده برای تحلیل تنوع زیستی در فسیل‌ها مورد استفاده قرار گرفته‌اند.
این مدل‌ها بر این اساس هستند که تغییرات در تنوع زیستی توسط بازخورد مثبت مرتبه اول (یعنی افزایش تعداد اجداد باعث افزایش تعداد نوادگان می‌شود) یا بازخورد منفی ناشی از محدودیت منابع، یا هر دو، هدایت می‌شود. اما مدل هذلولی نشان‌دهنده یک بازخورد مثبت مرتبه دوم است.
الگوی رشد هذلولی جمعیت جهان نتیجه یک بازخورد مثبت درجه دوم است که از تعامل بین اندازه جمعیت و نرخ رشد فناوری ناشی می‌شود.
شکل رشد تنوع زیستی در دوران پیدازیستی را می‌توان به‌صورت مشابه، ناشی از یک بازخورد میان تنوع زیستی و پیچیدگی ساختارهای زیست‌بومی دانست.
همچنین پیشنهاد شده است که شباهت میان نمودارهای تنوع زیستی و جمعیت انسانی احتمالاً از این واقعیت ناشی می‌شود که هر دو تحت تأثیر روند هذلولی همراه با چرخه‌های طبیعی و پویایی‌های تصادفی قرار دارند.

## اقلیم
در سراسر دوران پیدازیستی، عامل اصلی تغییرات بلندمدت اقلیمی، غلظت دی‌اکسید کربن در جو زمین بوده است.
بااین‌حال، برخی مطالعات نشان داده‌اند که در برخی دوره‌های سرد پیدازیستی، همبستگی مستقیمی بین دی‌اکسید کربن و دمای سطحی وجود نداشته است.
غلظت دی‌اکسید کربن در دوران پیدازیستی تا حدی تحت تأثیر یک چرخه ۲۶ میلیون ساله در پوسته اقیانوسی بوده است.
از دوونین به بعد، تغییرات بزرگ در سطح دی‌اکسید کربن (بیش از ۲۰۰۰ ppm) در بازه‌های زمانی کوتاه کمتر رخ داده است.
تغییرات دمای جهانی توسط بازخورد منفی در چرخه فسفر محدود شده است.
در این فرایند، افزایش فسفر در اقیانوس باعث افزایش زیست‌توده سطحی شده که خود باعث تسریع در چرخه آهن و حذف فسفر از آب دریا می‌شود؛ این امر باعث تثبیت سرعت خروج کربن از جو زمین و اقیانوس از طریق دفن کربن آلی شده است.
تغییرات دمایی بیش از ۷ درجه سلسیوس در دوران پیدازیستی به‌شدت با رویدادهای انقراض بزرگ جهانی مرتبط بوده است.